# Discografia di Chappell Roan
La discografia di Chappell Roan consiste in un album in studio, un EP, sedici singoli e dodici video musicali.

## Album in studio
| Anno | Titolo e dettagli | Classifiche | Classifiche | Classifiche | Classifiche | Classifiche | Classifiche | Certificazioni                                                                |
| Anno | Titolo e dettagli | USA         | AUS         | CAN         | IRE         | NZL         | UK          | Certificazioni                                                                |
| ---- | --- | ----------- | ----------- | ----------- | ----------- | ----------- | ----------- | ----------------------------------------------------------------------------- |
| 2023 | The Rise and Fall of a Midwest Princess - Pubblicato: 22 settembre 2023 - Etichetta: Amusement, Island - Formati: CD, LP, MC, download digitale, streaming | 2           | 3           | 3           | 1           | 1           | 1           | - USA: Platino (2) - AUS: Oro - CAN: Platino - NZL: Platino (2) - UK: Platino |

## Extended play
| Anno | Titolo e dettagli                                                                                           |
| ---- | --- |
| 2017 | School Nights - Pubblicato: 22 settembre 2017 - Etichetta: Atlantic - Formati: download digitale, streaming |

## Singoli
| Anno                                                                                      | Titolo             | Classifiche | Classifiche | Classifiche | Classifiche | Classifiche | Classifiche | Classifiche | Classifiche | Certificazioni                                                                                           | Album di provenienza                    |
| Anno                                                                                      | Titolo             | USA         | AUS         | CAN         | IRE         | NLD         | NZL         | SWI         | UK          | Certificazioni                                                                                           | Album di provenienza                    |
| ----------------------------------------------------------------------------------------- | ------------------ | ----------- | ----------- | ----------- | ----------- | ----------- | ----------- | ----------- | ----------- | --- | --------------------------------------- |
| 2017                                                                                      | Good Hurt          | —           | —           | —           | —           | —           | —           | —           | —           | | School Nights                           |
| 2018                                                                                      | Bitter             | —           | —           | —           | —           | —           | —           | —           | —           | | /                                       |
| 2018                                                                                      | School Nights      | —           | —           | —           | —           | —           | —           | —           | —           | | /                                       |
| 2020                                                                                      | Pink Pony Club     | 4           | 6           | 5           | 2           | 71          | 11          | 65          | 1           | - USA: Platino (4) - AUS: Oro - CAN: Platino - NZL: Platino - UK: Platino                                | The Rise and Fall of a Midwest Princess |
| 2020                                                                                      | Love Me Anyway     | —           | —           | —           | —           | —           | —           | —           | —           | | /                                       |
| 2020                                                                                      | California         | —           | —           | —           | —           | —           | —           | —           | —           | | The Rise and Fall of a Midwest Princess |
| 2022                                                                                      | Naked in Manhattan | 116         | —           | —           | —           | —           | —           | —           | —           | - USA: Oro - AUS: Oro                                                                                    | The Rise and Fall of a Midwest Princess |
| 2022                                                                                      | My Kink Is Karma   | 81          | —           | 98          | —           | —           | —           | —           | —           | - CAN: Oro - AUS: Oro - UK: Argento                                                                      | The Rise and Fall of a Midwest Princess |
| 2022                                                                                      | Femininomenon      | 66          | —           | 69          | —           | —           | —           | —           | —           | - USA: Platino - AUS: Oro - CAN: Platino - NZL: Oro - UK: Argento                                        | The Rise and Fall of a Midwest Princess |
| 2022                                                                                      | Casual             | 59          | 83          | 64          | 37          | —           | —           | —           | 44          | - USA: Platino - AUS: Platino - CAN: Platino - NZL: Oro - UK: Argento                                    | The Rise and Fall of a Midwest Princess |
| 2023                                                                                      | Kaleidoscope       | —           | —           | —           | —           | —           | —           | —           | —           | | The Rise and Fall of a Midwest Princess |
| 2023                                                                                      | Red Wine Supernova | 41          | 63          | 47          | 27          | —           | 72          | —           | 31          | - USA: Platino (2) - AUS: Platino - CAN: Platino - NZL: Oro - UK: Platino                                | The Rise and Fall of a Midwest Princess |
| 2023                                                                                      | Hot to Go!         | 15          | 19          | 19          | 5           | —           | 17          | —           | 4           | - USA: Platino (3) - AUS: Platino (2) - CAN: Platino (2) - NZL: Platino - UK: Platino                    | The Rise and Fall of a Midwest Princess |
| 2024                                                                                      | Good Luck, Babe!   | 4           | 4           | 4           | 1           | 25          | 5           | 18          | 2           | - USA: Platino (4) - AUS: Platino (5) - CAN: Platino (4) - ITA: Oro - NZL: Platino (3) - UK: Platino (3) | TBA                                     |
| 2025                                                                                      | The Giver          | 5           | 14          | 10          | 5           | 67          | 14          | 96          | 2           | - UK: Argento                                                                                            | TBA                                     |
| 2025                                                                                      | The Subway         | 3           | 4           | 4           | 2           | 24          | 3           | 36          | 1           | | TBA                                     |
| "—" indica che l'opera non si è classificata o non è stata pubblicata in quel territorio. |                    |             |             |             |             |             |             |             |             | |                                         |

## Altri brani entrati in classifica e/o certificati
| Anno | Titolo                          | Posizione massima | Certificazioni                      | Album                                   |
| Anno | Titolo                          | USA               | Certificazioni                      | Album                                   |
| ---- | ------------------------------- | ----------------- | ----------------------------------- | --------------------------------------- |
| 2023 | After Midnight                  | 122               | - USA: Oro - AUS: Oro               | The Rise and Fall of a Midwest Princess |
| 2023 | Picture You                     | —                 | - USA: Oro                          | The Rise and Fall of a Midwest Princess |
| 2023 | Super Graphic Ultra Modern Girl | 116               | - USA: Oro - AUS: Oro - UK: Argento | The Rise and Fall of a Midwest Princess |

## Video musicali
| Anno | Titolo                                   | Regista                      |
| ---- | ---------------------------------------- | ---------------------------- |
| 2017 | Good Hurt                                | Griffin Stoddard             |
| 2018 | Die Young                                | Catie Laffoon                |
| 2018 | Sugar High                               | Ethan Seneker                |
| 2020 | Pink Pony Club                           | Griffin Stoddard             |
| 2022 | Naked in Manhattan                       | Ryan Clemens e Chappell Roan |
| 2022 | My Kink Is Karma                         | Hadley Hillel                |
| 2022 | Casual                                   | Hadley Hillel                |
| 2023 | Kaleidoscope (Official Live Performance) | Hadley Hillel                |
| 2023 | Red Wine Supernova                       | Ryan Clemens                 |
| 2023 | Hot to Go!                               | Jackie! Zhou                 |
| 2023 | Super Graphic Ultra Modern Girl          | Jackie! Zhou                 |
| 2025 | The Subway                               | Amber Grace Johnson          |